# Honkai: Star Rail
Honkai: Star Rail (tiếng Trung: 崩坏：星穹铁道; bính âm: Bēnghuài: Xīngqióng Tiědào, Hán-Việt: Băng Hoại: Tinh Khung Thiết Đạo) là một trò chơi điện tử gacha nhập vai được phát triển bởi miHoYo, được miHoYo phát hành tại Trung Quốc đại lục và trên toàn thế giới bởi COGNOSPHERE, tên thương mại là HoYoverse. Đây là trò chơi theo lượt đầu tiên của miHoYo, có nhân vật chính, được gọi là "Nhà Khai Phá", du hành khắp các thế giới thông qua Đội Tàu Astral để giúp đỡ và kết nối các thế giới trong khi giải quyết các thảm họa do "Stellaron" và các bên thứ ba khác gây ra. Thử nghiệm closed beta đầu tiên được ra mắt vào ngày 27 tháng 10 năm 2021. Trò chơi được phát hành công khai trên toàn thế giới vào ngày 26 tháng 4 năm 2023, trên nền tảng Windows và thiết bị di động; với cổng PlayStation 5 được phát hành vào ngày 11 tháng 10 năm 2023. Phiên bản PlayStation 4 vẫn chưa được công bố, như đã được tiết lộ tại Summer Game Fest mới nhất kèm theo một đoạn trailer. Đây là phần thứ tư trong series trò chơi Honkai, sử dụng một số nhân vật từ, hoặc lấy cảm hứng từ Honkai Impact 3rd và một số yếu tố lối chơi từ Genshin Impact.
Một phần do sự nổi tiếng của trò chơi khác của miHoYo, Honkai Impact 3rd, trò chơi đã nhận được sự kỳ vọng rộng rãi trước khi ra mắt. Trò chơi đã được đề cử cho giải thưởng Trò chơi được mong đợi nhất tại Golden Joystick Awards năm 2022, và đã giành được Giải thưởng Nổi tiếng nhất của Giải thưởng trò chơi khoa học viễn tưởng thế giới thường niên vào năm 2023, và Giải thưởng Trò chơi di động hay nhất tại Giải thưởng Trò chơi năm 2023.

## Lối chơi

Một trận chiến trong Honkai: Star Rail, với tư cách là nhân vật Acheron, giới thiệu hệ thống chiến đấu theo lượt, trong ảnh là đang chiến đấu trong Đài Hoa Nhân Tạo (thực thể giúp người chơi nhận được nguyên liệu tăng cấp cần thiết), cho phép chi viện (trong hình là nhân vật Acheron)

Honkai: Star Rail tuân theo phong cách chơi của các game nhập vai cổ điển của Nhật Bản: người chơi xây dựng đội hình nhân vật và điều khiển một đội tối đa bốn người trong chiến đấu theo lượt.  Ngoài các chỉ số khác nhau ảnh hưởng đến sức mạnh của nhân vật, mỗi nhân vật còn có loại nguyên tố ảnh hưởng đến loại sát thương gây ra cho mục tiêu, một lớp nhân vật được gọi là Vận mệnh (xem bối cảnh) xác định vai trò chiến đấu của họ và một tập hợp các khả năng độc đáo gọi là Vết tích được sử dụng trong chiến đấu. Mỗi nhân vật có thể đeo một "vũ khí" được gọi là Nón ánh sáng, có nhiều hiệu ứng khác nhau sẽ kích hoạt nếu Vận mệnh của cả nhân vật và Nón ánh sáng trùng với nhau. Nhân vật cũng có thể trang bị nhiều Di vật khác nhau, tương tự như Thánh Tích trong Genshin Impact.
Các yếu tố của thế giới mở và khám phá hiện diện, với nhiều cơ chế, bao gồm cả hệ thống gacha, được kế thừa với một chút khác biệt từ game nhập vai hành động Genshin Impact trước đây của miHoYo. Cả hai trò chơi đều là trò chơi gacha, trong đó người chơi tiêu tiền trong trò chơi, thông qua việc kiếm trong trò chơi, hoặc nạp tiền thật, để nhận được nhân vật và vũ khí mới.

### Bối cảnh
Trò chơi lấy bối cảnh trong một vũ trụ khoa học-giả tưởng, trong đó nhân loại và những sinh vật không phải con người đi theo Vận Mệnh của những sinh vật giống như thần thánh được gọi là Aeon. Những người đi theo Vận Mệnh được gọi là Hành Giả Vận Mệnh. Các Vận Mệnh đều dựa trên một lý tưởng. Ví dụ, Vận Mệnh Trù Phú dựa trên quan điểm rằng sự bất tử là một phước lành và việc chữa lành và lòng vị tha phải được coi là ưu tiên hàng đầu. Hủy Diệt tin rằng nền văn minh là một khối ung thư đối với vũ trụ và tìm cách tiêu diệt toàn bộ nền văn minh thông qua việc lan rộng các thảm họa khác nhau, chẳng hạn như Stellaron, còn được gọi là Khối U Vạn Giới, mang đến sự hủy diệt cho bất kỳ hành tinh nào mà nó đặt trên đó.
Một số Vận Mệnh được đại diện bởi các Aeon hiện tại đã chết, nhưng các Vận Mệnh đó vẫn tiếp tục tồn tại mà không chịu ảnh hưởng của các Aeon. Các nhân vật chính trong trò chơi có tên chung là Nhà Khai Phá (tên chính là Caelus đối với nhân vật nam và Stelle đối với nhân vật nữ), một người mất trí nhớ bí ẩn sở hữu Stellaron, đi theo Vận Mệnh Khai Phá được tạo ra bởi Akivili đã chết. Khai Phá có sứ mệnh tìm cách "khám phá, thiết lập và kết nối" giữa các thế giới khác nhau.
Một số Vận Mệnh được coi là phản diện, chính diện hoặc trung lập. Nhân vật phản diện chính của trò chơi là Nanook, kẻ điều khiển Vận Mệnh Hủy Diệt, cùng với các Lệnh Sứ. Các Vận Mệnh khác, chẳng hạn như Trù Phú, không nhất thiết bị coi là phản diện, nhưng là đối thủ của Săn Bắn và các Vận Mệnh khác, những người coi sự bất tử do Trù Phú ban tặng như một lời nguyền.
Ngoài Hủy Diệt, Thợ Săn Stellaron là một nhóm phản anh hùng có phần phản diện trong suốt trò chơi. Họ là những người tìm kiếm và thu thập Stellaron trên khắp vũ trụ và tuyên bố rằng họ có thể nhìn thấy tương lai. Các nhân vật chính thường xuyên có xung đột với Thợ Săn Stellaron.

## Phát triển
Honkai: Star Rail bắt đầu phát triển vào năm 2019 với mục tiêu "khám phá những hướng đi mới cho dòng game Honkai". Đội ngũ sản xuất có khoảng 500 người, hầu hết đều là fan của các tác phẩm khoa học viễn tưởng và game nhập vai theo lượt. Dự án này là nỗ lực đầu tiên của HoYoverse trong một trò chơi mang cơ chế chiến đấu theo lượt. Nhóm nghiên cứu đã tuyên bố rằng thể loại này rất phổ biến trên thị trường trò chơi và có thể hạ thấp mức khó để người chơi bắt đầu chơi. Trong các cuộc khảo sát trước đây do HoYoverse thực hiện, nhiều người chơi đưa ra quan điểm rằng họ thích thể loại trò chơi này. Đã có những lo ngại về việc liệu thể loại trò chơi này có quá cổ điển hay không, nhưng đội ngũ sản xuất tin rằng chỉ cần chất lượng của trò chơi thú vị thì nó có thể thu hút người chơi.
Giống như các tác phẩm khác trong bộ truyện Honkai, nó hoàn toàn không phải là "khoa học viễn tưởng dạng hard-core". Bối cảnh của Honkai Impact 3rd là Trái đất, nhưng cốt truyện của game này có đề cập rằng có những hành tinh khác trong thế giới quan này. Vì vậy, đội ngũ sản xuất Honkai: Star Rail đã quyết định mở rộng khái niệm "vũ trụ". Bối cảnh cơ bản xoay quanh việc đi tàu và du hành vòng quanh các hành tinh lớn trong vũ trụ. Quá trình sản xuất mỗi hành tinh trong trò chơi mất khoảng một năm. Trình tự sản xuất trước tiên là xác định thế giới quan và chủ đề của hành tinh, sau đó tạo ra các nhân vật và thông tin bối cảnh chi tiết, cuối cùng là viết cốt truyện. Thiết kế của hành tinh "Xianzhou Luofu" dựa trên giả tưởng Đông Á và được mô tả là "silkpunk".
Về cơ chế chiến đấu, nhà sản xuất David Jiang cho biết trò chơi này áp dụng "chiến đấu theo mệnh lệnh". Ông nói rằng các tựa game trước đây của HoYoverse là Honkai Impact 3rd và Genshin Impact nặng về khía cạnh nhập vai, nhưng chúng không bao gồm chiến đấu theo mệnh lệnh và chiến đấu theo lượt. Ngoài ra, một số người chơi cho biết Honkai Impact 3rd quá thiên về hành động và quá khó để vận hành. Do đó, Honkai: Star Rail chú trọng đến chiến lược hơn là kỹ năng thao tác của người chơi. Persona 5 là nguồn cảm hứng của nhóm khi quyết định phát triển một trò chơi nhập vai theo lượt.
Nhà sản xuất David Jiang hy vọng rằng Honkai: Star Rail có thể đạt được cảm giác "như thể bạn đang ở trong thế giới của tác phẩm" và tạo ra một "loạt phim hoạt hình mà bạn có thể chơi được". Để nâng cao khả năng thích nghi của người chơi, nhóm sản xuất đã tích hợp công nghệ trí tuệ nhân tạo vào mô hình hành vi của các nhân vật không phải người chơi.

## Phân phối và quảng bá
Trò chơi được công bố vào tháng 10 năm 2021, ngay sau khi kết thúc buổi hòa nhạc trực tuyến Honkai Impact 3rd mang tên Starfire Sonorant, sau đó là trên kênh YouTube chính thức của trò chơi. Vào ngày 27 tháng 10 cùng năm, trò chơi đã ra mắt closed beta đầu tiên, kết thúc vào ngày 1 tháng 11 năm 2021. Closed beta thứ hai được phát hành vào ngày 25 tháng 5 năm 2022, kết thúc vào ngày 15 tháng 6 năm 2022. Vào ngày 15 tháng 8 cùng năm, trò chơi đã nhận được hỗ trợ từ "Quỹ đặc biệt phát triển văn hóa" do Cục Văn hóa và Du lịch quận Từ Hối, Thượng Hải, nơi đặt trụ sở của nhà phát triển. Vào ngày 23 tháng 8 năm 2022, đoạn giới thiệu cốt truyện đã được ra mắt vào đêm khai mạc Gamescom 2022.
Vào ngày 17 tháng 1 năm 2023, phiên bản di động của trò chơi đã nhận được số phiên bản trò chơi được Cục Quản lý Xuất bản và Báo chí Quốc gia Trung Quốc phê duyệt và trò chơi đã được phê duyệt để phân phối tại Trung Quốc đại lục  Vào ngày 10 tháng 2 năm 2023, trò chơi tiến hành cuộc closed beta lần thứ ba, kết thúc vào ngày 2 tháng 2 năm 2023. Cùng ngày, trang Apple App Store tiết lộ ngày ra mắt chính thức của trò chơi là ngày 26 tháng 4. Tại thị trường quốc tế, miHoYo đã tung ra hơn 2.000 bộ quảng cáo trên Google Play một tháng trước phiên bản beta công khai của trò chơi. Kênh quảng cáo chính là Google AdMob  và các khu vực quảng cáo chính là Nhật Bản, Hồng Kông, Hoa Kỳ, Việt Nam và Thái Lan.
Vào ngày 25 tháng 4, miHoYo đã phát hành phim hoạt hình chủ đề mở đầu trò chơi mang tên "Star Travel". Trò chơi đã chính thức ra mắt trên toàn thế giới vào ngày 26 tháng 4. Vào ngày 28 tháng 4, miHoYo đã tổ chức triển lãm chủ đề đầu tiên "Galaxy Gathering" tại Từ Gia Hối. Từ ngày 29 tháng 4 đến ngày 13 tháng 5, miHoYo đã thực hiện quảng cáo tàu hỏa trên Tuyến 1 của Đường sắt Hạ Môn và cùng phát hành NFT để quảng cáo trò chơi. Vào giữa tháng 5, HoYoVerse bắt đầu đăng quảng cáo cho trò chơi tại Nhật Bản, được trưng bày nổi bật ở Akihabara ở Tokyo, đồng thời hợp tác với Đường sắt Chichibu ở tỉnh Saitama để triển khai dịch vụ tàu hơi nước đặc biệt, hoạt động trong một tháng. Vào ngày 13 tháng 7, miHoYo đã ra mắt tàu cao tốc mang tên "Tàu đặc biệt thương hiệu đường sắt cao tốc Star Dome Railway" với lộ trình không chắc chắn, với mục đích nhằm quảng bá trò chơi.

## Đón nhận
Honkai: Star Rail nhận được "đánh giá chung tích cực" theo trang tổng hợp đánh giá Metacritic.
Eurogamer đề xuất trò chơi vì "sự hài hước ngớ ngẩn nhưng thú vị, dàn diễn viên lồng tiếng lôi cuốn và chiến đấu thực sự hoành tráng", mặc dù xu hướng của người viết là "đưa ra một câu giải thích cho các chi tiết quan trọng, nhưng lại dành tám đoạn để giải thích quá mức về tình tiết cốt truyện đơn giản nhất". Rock Paper Shotgun nhận xét rằng, trò chơi "vẫn đang ở giai đoạn đầu nhưng (...) cực kỳ thú vị khi chơi", so sánh tựa game này với "Star Ocean, nhưng trông ai cũng trông nóng bỏng hơn và thậm chí bạn còn có thể đánh bạc". Người đánh giá khen ngợi hệ thống chiến đấu vừa sâu sắc vừa dễ tiếp cận, đồng thời lưu ý rằng, giống như trong Genshin, việc chi tiền là không cần thiết để tiến bộ, vì tất cả nội dung trong trò chơi đều có thể được hoàn thành với các nhân vật mà người chơi nhận được miễn phí. PC Gamer đánh giá cao "phong cách hình ảnh hoàn hảo và chiều sâu chiến lược" của game, cũng như "giọng điệu linh hoạt, dao động từ sự lạc quan anh hùng của một vở opera không gian, đến hài kịch đen tối của trò chơi Nier, với rất nhiều cảnh trong Final Fantasy 14. xen lẫn những câu chuyện kể về vở opera xà phòng". Đối với người đánh giá, sức hút chính của trò chơi là "sự sáng tạo tuyệt đối" và nó "chưng cất những gì thỏa mãn nhất về game nhập vai theo lượt: các quyết định chiến thuật, dựa trên nhóm." 
Tuy nhiên, một số người lại chỉ trích thiết kế nhân vật, cho rằng những thiết kế trong game thiếu tính sáng tạo, đặc biệt là của nhân vật nữ, cho rằng trang phục của nhân vật nữ trong Genshin Impact đa dạng hơn.

### Phổ biến
Trước ngày trò chơi ra mắt, số lượng người chơi đăng ký trước ở Trung Quốc đại lục đạt 22,98 triệu và 10 triệu lượng người chơi ở bên ngoài Trung Quốc đại lục. Vào ngày tải trước, ngày 23 tháng 4 năm 2023, trò chơi đứng đầu danh sách Ứng dụng miễn phí hàng đầu của App Store tại hơn 113 quốc gia và khu vực, và đứng đầu trong danh sách tổng thể tại Trung Quốc đại lục, Hoa Kỳ, Nhật Bản, và Hàn Quốc. Sau khi trò chơi được ra mắt trên toàn cầu vào ngày 26 tháng 4, tựa game đã đứng đầu danh sách bán chạy nhất của App Store tại Trung Quốc đại lục trong vòng 5 giờ và nằm trong top 10 danh sách bán chạy nhất ở 42 quốc gia và khu vực. Vào ngày 28 tháng 4 năm 2023, HoYoverse thông báo rằng trò chơi đã có hơn 20 triệu lượt tải xuống.

### Giải thưởng
| Năm  | Giải thưởng                              | Thể loại                           | Kết quả   | Nguồn         |
| ---- | ---------------------------------------- | ---------------------------------- | --------- | ------------- |
| 2022 | Golden Joystick Awards                   | Most Wanted Award                  | Đề cử     | [ 5 ]         |
| 2023 | World Science Fiction Game Annual Awards | Best Popularity Award              | Đoạt giải | [ 6 ]         |
| 2023 | Google Play Awards                       | Best Game                          | Đoạt giải | [ 48 ] [ 49 ] |
| 2023 | Google Play Awards                       | Best Story                         | Đoạt giải | [ 48 ] [ 49 ] |
| 2023 | Google Play Awards                       | Best for Tablets                   | Đoạt giải | [ 48 ] [ 49 ] |
| 2023 | App Store Awards                         | iPhone Game of the Year            | Đoạt giải | [ 50 ]        |
| 2023 | The Game Awards 2023                     | Best Mobile Game                   | Đoạt giải | [ 51 ]        |
| 2024 | 13th New York Game Awards                | A-Train Award for Best Mobile Game | Đoạt giải | [ 52 ]        |
| 2024 | 27th Annual D.I.C.E. Awards              | Mobile Game of the Year            | Đề cử     | [ 53 ] [ 54 ] |

## Liên kết ngoại
- Website chính thức